# Paul Schrier
Paul L. Schrier II (1 de junio de 1970) es un actor estadounidense, más conocido por su papel de Farkas "Bulk" Bulkmeier de la serie Power Rangers.

## Biografía
Interpretó el personaje de Farkas "Bulk" Bulkmeier durante siete temporadas, desde 1993 hasta 1999, regresando en 2011 para la decimoctava temporada, Power Rangers Samurai, y fue el último miembro del reparto original en dejar el show. Schrier también ha hecho trabajos en la dirección, en pocos episodios de Power Rangers, 16 episodios de la serie animada Hello Kitty, y un cortometraje, An Easy Thing. También es artista, después de haber trabajado en el cómic The Red Star.
Schrier nació en Las Vegas (Nevada), donde se crio. Es el mejor amigo de Jason Narvy (Skull) al igual que en la pantalla en la serie Power Rangers. Él es también un fan de Robotech.

## Filmografía

### Ánime
- Daigunder - Bone Rex
- Eagle Riders - Ollie Keeawani
- Teknoman - Teknoman Saber/Cain Carter

### TV
- Mighty Morphin Power Rangers - Farkas "Bulk" Bulkmeier (papel principal, acreditado); Bratboy (voz, sin acreditar)
- Masked Rider - Fire Bug (voz)
- Power Rangers Zeo - Farkas "Bulk" Bulkmeier
- Power Rangers Turbo - Farkas "Bulk" Bulkmeier
- Power Rangers en el espacio - Farkas "Bulk" Bulkmeier
- Power Rangers Lost Galaxy - Farkas "Bulk" Bulkmeier
- Power Rangers Lightspeed Rescue - Infinitor (voz)
- Power Rangers Time Force - Severax (voz)
- Power Rangers Wild Force - Farkas "Bulk" Bulkmeier (Invitado especial)
- Mega64 - Paul Farkas (cameo)
- Power Rangers Samurai - Farkas "Bulk" Bulkmeier (Rol principal)

### Películas
- Power Rangers: la película - Farkas "Bulk" Bulkmeier
- Turbo: A Power Rangers Movie - Farkas "Bulk" Bulkmeier